# Mediocalcar
Mediocalcar es un género de orquídeas de hábitos terrestres, originario de las Molucas y del oeste del Pacífico.

## Taxonomía
El género fue descrito por Johannes Jacobus Smith y publicado en Bulletin de l'Institut Botanique de Buitenzorg 7: 3. 1900.
Etimología
El nombre de este género deriva de dos palabras latinas: medius, que significa "descanso" y carcar que significa "espolón", una referencia a una estructura existente en el centro de los labios.

## Especies deMediocalcar
- Mediocalcar agathodaemonis J.J.Sm. (1910)
- Mediocalcar arfakense J.J.Sm. (1913)
- Mediocalcar bifolium J.J.Sm. (1910)
- Mediocalcar brachygenium Schltr. (1919)
- Mediocalcar bulbophylloides J.J.Sm. (1913)
- Mediocalcar congestum Schuit. (1997)
- Mediocalcar crenulatum J.J.Sm. (1929)
- Mediocalcar decoratum Schuit. (1989)
- Mediocalcar geniculatum J.J.Sm. (1912)
- Mediocalcar papuanum R.S.Rogers (1930)
- Mediocalcar paradoxum (Kraenzl.) Schltr. (1910)
- Mediocalcar pygmaeum Schltr. (1911)
- Mediocalcar stevenscoodei P.Royen (1979)
- Mediocalcar subteres Schuit. (1989)
- Mediocalcar umboiense Schuit. (1997)
- Mediocalcar uniflorum Schltr. (1911)
- Mediocalcar versteegii J.J.Sm. (1908)